# أمير عبدو
{{صندوق معلومات سيرة كرة قدم
| تاريخ_الميلاد = 8 يوليو 1972

| سنوات_مدرب1 = 2012–2014
| أندية_مدرب1 = Golfech
| سنوات_مدرب2 = 2014–2022
| أندية_مدرب2 = جزر القمر
| سنوات_مدرب3 = 2022–
| أندية_مدرب3 = فريق حسنية أكادير المغربي
| اندية مدرب3 =2025 النادي_الحالي =المغرب(مدرب)
أمير عبدو (بالفرنسية: Amir Abdou) هو مدرب كرة قدم ولاعب كرة قدم فرنسي، ولد في 8 يوليو 1972 في مارسيليا في فرنسا.

## وصلات خارجية
- أمير عبدو على موقع قاعدة بيانات كرة القدم.إي يو (الإنجليزية)
- أمير عبدو على موقع عالم كرة القدم.نت (الإنجليزية)